# Plavání na mistrovství Evropy v plaveckých sportech 1970
Závody v plavání na mistrovství Evropy v plaveckých sportech za rok 1970 proběhly v Barceloně, Španělsko ve dnech 4. až 13. září 1970.

## Výsledky

### Individuální disciplíny
| Muži                 | Zlato                        | Zlato   | Stříbro                      | Stříbro | Bronz                        | Bronz   |
| -------------------- | ---------------------------- | ------- | ---------------------------- | ------- | ---------------------------- | ------- |
| 100 m volný způsob   | Michel Rousseau (FRA)        | 52,9    | Roland Matthes (GDR)         | 53,5    | Georgij Kulikov (URS)        | 53,7    |
| 200 m volný způsob   | Hans Faßnacht (FRG)          | 1:55,2  | Gunnar Larsson (SWE)         | 1:55,7  | Georgij Kulikov (URS)        | 1:56,6  |
| 400 m volný způsob   | Gunnar Larsson (SWE)         | 4:02,6  | Hans Faßnacht (FRG)          | 4:03,0  | Santiago Esteva (ESP)        | 4:08,3  |
| 1500 m volný způsob  | Hans Faßnacht (FRG)          | 16:19,9 | Werner Lampe (FRG)           | 16:25,6 | Santiago Esteva (ESP)        | 16:35,7 |
| 100 m znak           | Roland Matthes (GDR)         | 58,9    | Santiago Esteva (ESP)        | 59,9    | Robert Schoutsen (NED)       | 1:00,4  |
| 200 m znak           | Roland Matthes (GDR)         | 2:08,8  | Santiago Esteva (ESP)        | 2:09,7  | Volker Werner (GDR)          | 2:11,5  |
| 100 m motýlek        | Hans Lampe (FRG)             | 57,5    | Udo Poser (GDR)              | 57,9    | Vladimir Němšilov (URS)      | 58,0    |
| 200 m motýlek        | Udo Poser (GDR)              | 2:08,0  | Folkert Meeuw (FRG)          | 2:08,2  | Hartmut Flöckner (GDR)       | 2:09,6  |
| 100 m prsa           | Nikolaj Pankin (URS)         | 1:06,8  | Roger-Philippe Menu (FRA)    | 1:07,8  | Rolf Klees (FRG)             | 1:08,1  |
| 200 m prsa           | Klaus Katzur (GDR)           | 2:26,0  | Nikolaj Pankin (URS)         | 2:26,1  | Walter Kusch (FRG)           | 2:28,2  |
| 200 m polohový závod | Gunnar Larsson (SWE)         | 2:09,3  | Matthias Pechmann (GDR)      | 2:13,6  | Hans Ljungberg (SWE)         | 2:14,3  |
| 400 m polohový závod | Gunnar Larsson (SWE)         | 4:36,2  | Hans Faßnacht (FRG)          | 4:36,9  | Matthias Pechmann (GDR)      | 4:40,6  |
| Ženy                 | Zlato                        | Zlato   | Stříbro                      | Stříbro | Bronz                        | Bronz   |
| 100 m volný způsob   | Gabriele Wetzková (GDR)      | 59,6    | Mirjana Šegrtová (YUG)       | 1:00,8  | Alexandra Jacksonová (GBR)   | 1:00,8  |
| 200 m volný způsob   | Gabriele Wetzková (GDR)      | 2:08,2  | Mirjana Šegrtová (YUG)       | 2:11,0  | Yvonne Nieberová (GDR)       | 2:12,8  |
| 400 m volný způsob   | Elke Sehmischová (GDR)       | 4:32,9  | Gunilla Jonssonová (SWE)     | 4:36,8  | Karin Tüllingová (GDR)       | 4:38,0  |
| 800 m volný způsob   | Karin Neugebauerová (GDR)    | 9:29,1  | Linda de Boerová (NED)       | 9:35,7  | Novella Calligarisová (ITA)  | 9:38,8  |
| 100 m znak           | Tinatin Lekveišviliová (URS) | 1:07,8  | Andrea Gyarmatiová (HUN)     | 1:07,9  | Jacobje Buterová (NED)       | 1:08,5  |
| 200 m znak           | Andrea Gyarmatiová (HUN)     | 2:25,5  | Barbara Hofmeisterová (GDR)  | 2:26,6  | Tinatin Lekveišviliová (URS) | 2:27,1  |
| 100 m motýlek        | Andrea Gyarmatiová (HUN)     | 1:05,0  | Helga Lindnerová (GDR)       | 1:05,4  | Edeltraud Kochová (FRG)      | 1:05,8  |
| 200 m motýlek        | Helga Lindnerová (GDR)       | 2:20,2  | Mirjana Šegrtová (YUG)       | 2:24,5  | Evelyn Stolzeová (GDR)       | 2:25,6  |
| 100 m prsa           | Halyna Stěpanovová (URS)     | 1:15,6  | Uta Frommaterová (FRG)       | 1:16,9  | Alla Grebennikovová (URS)    | 1:16,9  |
| 200 m prsa           | Halyna Stěpanovová (URS)     | 2:40,7  | Alla Grebennikovová (URS)    | 2:43,5  | Dorothy Harrisonová (GBR)    | 2:45,6  |
| 200 m polohový závod | Martina Grunertová (GDR)     | 2:27,6  | Evelyn Stolzeová (GDR)       | 2:29,3  | Shelagh Ratcliffeová (GBR)   | 2:29,6  |
| 400 m polohový závod | Evelyn Stolzeová (GDR)       | 5:07,9  | Brigitte Schuchardtová (GDR) | 5:18,3  | Shelagh Ratcliffeová (GBR)   | 5:19,6  |

### Štafety
| Muži                   | Zlato | Zlato  | Stříbro | Stříbro | Bronz | Bronz  |
| ---------------------- | --- | ------ | --- | ------- | --- | ------ |
| 4×100 m volný způsob   | Sovětský svaz (URS) (Vladimir Bure, Viktor Mazanov, Georgij Kulikov, Leonid Iljičov, (r)Viktor Aboimov, (r)Achmed Anarbajev)                            | 3:32,3 | Západní Německo (FRG) (Gerhard Schiller, Rainer Jacob, Folkert Meeuw, Hans Faßnacht, (r)Wolfgang Kremer, (r)Scheidel)                                        | 3:34,1  | Východní Německo (GDR) (Roland Matthes, Lutz Unger, Frank Seebald, Udo Poser, (r)Jochen Herbst, (r)Peter Rund)                                                        | 3:34,6 |
| 4×200 m volný způsob   | Západní Německo (FRG) (Werner Lampe, Olaf von Schilling, Folkert Meeuw, Hans Faßnacht, (r)Gerhard Schiller, (r)Hans-Günther Vosseler, (r)Axel Mitbauer) | 7:49,5 | Sovětský svaz (URS) (Georgij Kulikov, Achmed Anarbajev, Alexandr Samsonov, Vladimir Bure, (r)Viktor Aboimov, (r)Leonid Iljičov)                              | 7:52,8  | Východní Německo (GDR) (Lutz Unger, Wilfried Hartung, Roland Matthes, Udo Poser, (r)Peter Rund, (r)Rolf Schmück)                                                      | 7:54,5 |
| 4×100 m polohový závod | Východní Německo (GDR) (Roland Matthes, Klaus Katzur, Udo Poser, Lutz Unger, (r)Volker Werner, (r)Hartmut Flöckner, (r)Peter Rund)                      | 3:54,4 | Francie (FRA) (Jean-Paul Berjeau, Roger-Philippe Menu, Alain Mosconi, Michel Rousseau, (r)Gilles Vigne)                                                      | 3:57,6  | Sovětský svaz (URS) (Viktor Krasko, Nikolaj Pankin, Vladimir Němšilov, Leonid Iljičov, (r)Viktor Mazanov, (r)Jurij Podoprigora, (r)Sergej Konov, (r)Achmed Anarbajev) | 3:58,0 |
| Ženy                   | Zlato | Zlato  | Stříbro | Stříbro | Bronz | Bronz  |
| 4×100 m volný způsob   | Východní Německo (GDR) (Gabriele Wetzková, Iris Komarová, Elke Sehmischová, Sabina Schulzeová, (r)Martina Grunertová)                                   | 4:00,8 | Maďarská lidová republika (HUN) (Andrea Gyarmatiová, Judit Turóczyová, Edit Kovácsová, Magdolna Patóhová, (r)Mária Törzsová)                                 | 4:02,7  | Švédsko (SWE) (Elisabeth Berglundová, Eva Anderssonová, Anita Zarnowiecká, Gunilla Jonssonová, (r)Vera Kocková)                                                       | 4:07,4 |
| 4×100 m polohový závod | Východní Německo (GDR) (Barbara Hofmeisterová, Brigitte Schuchardtová, Helga Lindnerová, Gabriele Wetzková, (r)Sylvia Langerová)                        | 4:30,1 | Sovětský svaz (URS) (Tinatin Lekveišviliová, Halyna Stěpanovová, Valentina Tutajevová, Taťjana Zolotnická, (r)Ljubov Komarovová, (r)Valentina Burkauskasová) | 4:31,3  | Západní Německo (FRG) (Angelika Krausová, Uta Frommaterová, Heike Nagelová, Heidi Reinecková, (r)Karin Bormannová)                                                    | 4:33,4 |

## Medailová bilance
V plavání se rozdělilo celkem 29 sad medailí.
| Pořadí | Stát                            |       | Muži    | Muži  | Muži  |         | Ženy  | Ženy  | Ženy    |       | Muži + Ženy | Muži + Ženy | Muži + Ženy | Celkem |
| Pořadí | Stát                            | Zlato | Stříbro | Bronz | Zlato | Stříbro | Bronz | Zlato | Stříbro | Bronz |             |             |             | Celkem |
| ------ | ------------------------------- | ----- | ------- | ----- | ----- | ------- | ----- | ----- | ------- | ----- | ----------- | ----------- | ----------- | ------ |
| 1.     | Východní Německo (GDR)          |       | 5       | 3     | 5     |         | 9     | 4     | 3       |       | 14          | 7           | 8           | 29     |
| 2.     | Sovětský svaz (URS)             |       | 2       | 2     | 4     |         | 3     | 2     | 2       |       | 5           | 4           | 6           | 15     |
| 3.     | Západní Německo (FRG)           |       | 4       | 5     | 2     |         | 0     | 1     | 2       |       | 4           | 6           | 4           | 14     |
| 4.     | Švédsko (SWE)                   |       | 3       | 1     | 1     |         | 0     | 1     | 1       |       | 3           | 2           | 2           | 7      |
| 5.     | Maďarská lidová republika (HUN) |       | 0       | 0     | 0     |         | 2     | 2     | 0       |       | 2           | 2           | 0           | 4      |
| 6.     | Francie (FRA)                   |       | 1       | 2     | 0     |         | 0     | 0     | 0       |       | 1           | 2           | 0           | 3      |
| 7.     | Jugoslávie (YUG)                |       | 0       | 0     | 0     |         | 0     | 3     | 0       |       | 0           | 3           | 0           | 3      |
| 8.     | Španělský stát (ESP)            |       | 0       | 2     | 2     |         | 0     | 0     | 0       |       | 0           | 2           | 2           | 4      |
| 9.     | Nizozemsko (NED)                |       | 0       | 0     | 1     |         | 0     | 1     | 1       |       | 0           | 1           | 2           | 3      |
| 10.    | Spojené království (GBR)        |       | 0       | 0     | 0     |         | 0     | 0     | 4       |       | 0           | 0           | 4           | 4      |
| 11.    | Itálie (ITA)                    |       | 0       | 0     | 0     |         | 0     | 0     | 1       |       | 0           | 0           | 1           | 1      |
| Celkem | Celkem                          |       | 15      | 15    | 15    |         | 14    | 14    | 14      |       | 29          | 29          | 29          | 87     |